# Hermann Springer
Hermann Springer (Zurigo, 4 dicembre 1908 – Zurigo, 12 dicembre 1978) è stato un calciatore svizzero, di ruolo centrocampista.